# Pejarakan (Randuagung)
Pejarakan is een bestuurslaag in het regentschap Lumajang van de provincie Oost-Java, Indonesië. Pejarakan telt 3695 inwoners (volkstelling 2010).